# Nicolaas Clopper jr.
Nicolaas Clopper jr. (1432-1478) was een priester en geschiedschrijver.
Hij leefde in het Bourgondisch Brabant van Philips de Goede. Door de positie van zijn geletterde vader, die ook Nicolaas heette, priester uit Liedekerke (grensstreek Brabant-Vlaanderen) en deken te Brussel, raadsheer van Philips de Goede en Karel de Stoute, had Nicolaas Clopper jr. de mogelijkheid en werd hij gestimuleerd om veel te lezen.
Met zijn verworven kennis schreef hij later in Eindhoven zijn magnum opus, het Florarium Temporum.
In 1468 woonde Nicolaas jr. in Eindhoven. Hij werkte in het klooster Mariënhage aan het vastleggen van de wereldgeschiedenis. Of hij in dat klooster tot de paters behoorde is niet bekend; in elk geval verschilde zijn dagelijks leven niet van dat van de paters.
In zijn wereldgeschiedenis verwerkte hij ook de eerdere historische studies die hij in Brussel geschreven had. In 1472 had hij zijn kroniek, Florarium Temporum genoemd, gereed. Het is geschreven onder het pseudoniem Collector (verzamelaar). Bijzonder voor het werk van Nicolaas Clopper jr. was dat hij ook de daden en levens beschreef van anderen dan alleen keizers en pausen. Hij had daarbij vooral veel aandacht voor Brabants-Bourgondische machthebbers. Dit laatste kwam hem op veel kritiek van tijdgenoten te staan.
Verder schreef hij nog Viridarium chronicarum (Tuin der kronieken) en een verkorting van een Engelse wereldkroniek van de hand van Nicolaus Trivetus, een Dominicaan uit Engeland.
In Eindhoven is een straat naar hem genoemd in de nabijheid van klooster Mariënhage.

## Edities
- Florarium temporum (Bloemhof der tijden). Een laatmiddeleeuwse wereldkroniek door Nicolaas Clopper, geschreven in het Klooster Mariënhage bij Eindhoven. Editie en gedeeltelijke vertaling door Willem Erven. Onder redactie van Nico Pijls, Nico Arts en Lauran Toorians. Hilversum 2018, 295 blz. + USB-kaart bijlage met facsimiles, integrale editie, indices en registers.